# Copa Colombia
Copa Colombia är en fotbollstävling i Colombia som anordnas regelbundet sedan 2008, men som spelats bitvis med start redan 1950. Turneringen består av lag från de två högsta divisionerna i Colombia (Categoría Primera A och Categoría Primera B) och således av 32 deltagande lag. Vinnaren av turneringen får en direktplats till Copa Sudamericana. Turneringen spelades 1950-1953 och vanns då två gånger av Boca Juniors de Cali samt en gång av Millonarios. 1963 spelades turneringen igen, denna gång återigen med Millonarios som vinnare. Nästa gång efter det spelades turneringen 1981 och 1989, då Independiente Medellín respektive Santa Fe vann. 2008 började sedan Copa Colombia spelas regelbundet återigen och hade olika slutsegrare 2008-2012. 2013 vann Atlético Nacional för andra gången (den första gången var 2012) och blev således det första lag att vinna Copa Colombia i dess nuvarande form två gånger.

## Vinnare
- Boca Juniors de Cali: 1951, 1952
- Millonarios: 1953, 1963, 2011
- Independiente Medellín: 1981
- Santa Fe: 1989, 2009
- La Equidad: 2008
- Deportivo Cali: 2010
- Atlético Nacional: 2012, 2013
- Atlético Junior: 2015, 2017